# Kongeriget Kent
Kongeriget Kent (oldengelsk: Cantaware Rīce; latin: Regnum Cantuariorum) var et tidlig middelalderligt kongeriget i det, som nu er South East England. Det blev etableret i 400- eller 500-tallet, og eksisterede indtil det blev en del af Kongeriget England i 900-tallet.
Under det foregående romersk-britiske administration var Kent-området angrebet gentagne gange af plyndringsfolk i 300-tallet, og de germansktalende foederati blev sandsynligvis inviteret til at bosætte sig i området som lejesoldater. Efter enden på romersk Britannien i 410 flyttede flere germanske grupper til området hvilket kan ses i både arkæologiske fund og sene angelsaksiske kilder. Den primære etniske gruppe der bosatte sig i dette område, var tilsyneladende jyder, som etableret deres kongerige i Østkent, der oprindeligt muligvis var under Frankerriget. Der er blevet argumenteret for at østsaksisk samfund oprindeligt bosatte sig i Vestkent, før de erobrede og udvidede Kent i 500-tallet.
Den tidligst kendte konge over Kent var Æthelberht, ifølge bretwalda havde han stor indflydelse over andre angelsaksiske kongeriger i slutningen af 500-tallet. Kristendommens indførelse i Angelsaksisk England begyndte ifølge Beda i Kent under Æthelberhts styre med ankomsten af Augustin af Canterbury og hans gregorianske mission i 597. Det var en af de syv traditionelle kongeriger i det såkaldte angelsaksiske heptarki, men det mistede sin uafhængighed i 700-tallet, hvor det blev et underkongedømme under Mercia. I 800-tallet blev det et underkongedømme under Wessex og i 900-tallet blev det en del af det forenede Kongeriget England, der blev skabt under ledelse af Wessex. Navnet har hængt ved lige siden som contiet Kent.
Viden om det angelsaksiske Kent kommer studier af sene angelsaksiske manuskripter som den Angelsaksiske Krønike og Historia ecclesiastica gentis Anglorum, samt arkæologiske fund fra de tidlige middelalderlige kirkegårde og bosættelser, samt toponomien i stednavne i Kent.